# Castalia Provincial Park
Castalia Provincial Park är en park i Kanada.   Den ligger i countyt Charlotte County och provinsen New Brunswick, i den sydöstra delen av landet, 700 km öster om huvudstaden Ottawa. Castalia Provincial Park ligger 1 meter över havet.
Terrängen runt Castalia Provincial Park är platt. Havet är nära Castalia Provincial Park åt nordost. Trakten är glest befolkad. 
I omgivningarna runt Castalia Provincial Park växer i huvudsak blandskog.